# Tabela wszech czasów A-League
Tabela wszech czasów A-League obejmuje podsumowanie sezonów 2005/2006 – 2018/2019 obecnie najwyżej klasy rozgrywkowej w piłce nożnej w Australii. 
Tabela prezentuje liczbę: rozegranych meczów, zwycięstw ogółem, remisów, bramek strzelonych, bramek straconych, bilans bramek oraz faktycznie zdobytych punktów w lidze.

## Tabela
Tabela aktualna na koniec sezonu 2018/2019.
| Lp | Nazwa klubu                 | Sezony | M   | Z   | R  | P   | B+  | B–  | +/–  | Pkt |
| -- | --------------------------- | ------ | --- | --- | -- | --- | --- | --- | ---- | --- |
| 1  | Sydney FC                   | 14     | 357 | 165 | 88 | 104 | 563 | 431 | +132 | 580 |
| 2  | Melbourne Victory FC        | 14     | 357 | 162 | 88 | 107 | 590 | 466 | +124 | 574 |
| 3  | Brisbane Roar FC            | 14     | 357 | 148 | 88 | 121 | 534 | 476 | +58  | 532 |
| 4  | Adelaide United FC          | 14     | 357 | 145 | 89 | 123 | 501 | 462 | +39  | 524 |
| 5  | Perth Glory FC              | 14     | 357 | 133 | 81 | 143 | 520 | 531 | -11  | 480 |
| 6  | Central Coast Mariners FC   | 14     | 357 | 118 | 90 | 149 | 474 | 544 | -70  | 444 |
| 7  | Newcastle United Jets FC    | 14     | 357 | 118 | 84 | 155 | 445 | 539 | -94  | 438 |
| 8  | Wellington Phoenix FC       | 12     | 315 | 105 | 69 | 141 | 422 | 503 | -81  | 384 |
| 9  | Melbourne City FC           | 9      | 246 | 88  | 62 | 96  | 362 | 352 | +10  | 326 |
| 10 | Western Sydney Wanderers FC | 7      | 189 | 69  | 51 | 69  | 263 | 263 | 0    | 258 |
| 11 | Gold Coast United FC        | 3      | 84  | 29  | 24 | 31  | 109 | 109 | 0    | 111 |
| 12 | North Queensland Fury FC    | 2      | 57  | 12  | 15 | 30  | 57  | 106 | -49  | 51  |
| 13 | New Zealand Knights FC      | 2      | 42  | 6   | 7  | 29  | 28  | 86  | -58  | 25  |

Źródło: http://www.ultimatealeague.com.
Legenda:

    kluby obecnie występujące w A-League.

    kluby wycofane z rozgrywek A-League.

    kluby nieistniejące.

## Objaśnienia

### Ogólne
1. Tabela wszech czasów obejmuje faktycznie zdobyte punkty przez dany zespół w historii rozgrywek A-league czyli 3 punkty za zwycięstwo, 1 punkt za remis oraz 0 punktów za porażkę.
2. Zasady ustalania kolejności przy równej liczbie punktów w pierwszej kolejności decyduje lepsza różnica bramek, następnie większa liczba goli zdobytych.
3. Do tabeli wszech czasów wliczono wszystkie spotkania sezonu zasadniczego.
4. Do tabeli wszech czasów nie wliczono spotkań rozgrywanych w ramach serii finałowej, za które nie można było uzyskać punktów.

### Kary punktowe
1. Sydney FC w sezonie 2006/2007 zostało ukarane -3 punktami przez Football Federation Australia za przekroczenie pułapu wynagrodzeń w sezonie 2005/2006[1][2].